# Хорологија
Хорологија — часовничарство (из лат. hora — „час“) је наука о мерењу времена. инструменти за мерење времена су сатови, часовници, хронометри, клепсидре...
Хоролози су не само сајџије (часовничари, урари) већ и љубитељи и колекционари сатова.